# Marie Ehrling
Marie Elisabeth Ehrling, född 5 maj 1955, är en svensk ekonom och företagsledare.

## Utbildning
Ehrling avlade ekonomexamen vid Handelshögskolan i Stockholm 1976 och blev då civilekonom.

## Karriär
Åren 1977–79 var Marie Ehrling finansanalytiker på Fjärde AP-fonden. Därefter var hon informationssekreterare vid Finans- och Utbildningsdepartementet. Hon arbetade under 20 år på flygbolaget SAS, där hon var vice koncernchef till 2002. Hon blev 2003 VD för Teliasonera Sverige AB. Denna post lämnade hon i september 2006.  
Hon är vice styrelseordförande i Nordea Bank och ledamot i styrelserna för Securitas, Oriflame och Schibsted. År 2013 utnämndes hon till styrelseordförande för Teliasonera efter Anders Narvinger. Hon är ledamot i styrelsen för Center for Advanced Studies in Leadership vid Handelshögskolan i Stockholm.
Hon utnämndes till hedersdoktor vid Handelshögskolan i Stockholm 2014.

## Familj
Marie Ehrling är dotter till Ingvar och Britta Ehrling. Hon var mellan 1983 och 1999 gift med förre folkpartiledaren Bengt Westerberg.

## Utmärkelser
- Kommendör av första klass av Vasaorden (KVO1kl), 30 april 2025.[5]
- Ekonomie hedersdoktor vid Handelshögskolan i Stockholm (ekon.dr h.c.) 2014[6].
- Utsedd till den mäktigaste kvinnan i IT-Sverige år 2013 av tidningen Computer Sweden[7].
- H.M. Konungens medalj i guld av 12:e storleken i högblått band (2012)
- Utsedd av Veckans Affärer till Näringslivets mäktigaste kvinna 2002[8]
- Utsedd till Årets Ruter Dam 1998 och 2001